# リムーザン地域圏
リムーザン地域圏 (Limousin) は、フランスの中南部にかつて存在した地域圏である。州都は窯業の盛んな工業都市リモージュ。西岸海洋性気候の恩恵を受け、一年を通して温暖。主要産業は農業、窯業。地域圏の面積は日本の長野県と山梨県を併せたぐらい、人口は静岡市と同じぐらいである。2005年の人口調査で、隣接するオーヴェルニュ地域圏と共に自然減を記録した（他の20地域圏及び海外領土は全て自然増）。

2016年1月、アキテーヌ地域圏、ポワトゥー＝シャラント地域圏と統合し、ヌーヴェル＝アキテーヌ地域圏となった。

## 行政区画
| 名称                              | 人口(人) | 州都/主府/本部     | 備考 |
| --------------------------------- | -------- | ------------------ | ---- |
| オート＝ヴィエンヌ県 Haute-Vienne | 361,000  | リモージュ Limoges |      |
| コレーズ県 Corrèze                | 237,000  | チュール Tulle     |      |
| クルーズ県 Creuse                 | 124,000  | ゲレ Guéret        |      |